# O Coração Não Envelhece
O Coração Não Envelhece foi uma telenovela brasileira exibida pela extinta TV Tupi São Paulo.
Foi a última das quatro telenovelas que compunham o projeto As Quatro Estações do Amor, estratégia de marketing lançada por J. Silvestre ao assumir a superintendência da emissora. As demais novelas eram Os Amores de Bob, O Homem Que Sonhava Colorido e O Rouxinol da Galileia.

## Sinopse
Amaro é uma homem destroçado pela ambição desmedida da esposa Irene. Para alcançar seus objetivos, Irene não titubeia em manipular o marido e os filhos. Odiada pela família, um dia, ela terá que decidir pelo dinheiro ou pela felicidade no lar. 
Logo no início, uma antiga namorada de Amaro aparece e diz que ainda o ama. Desconfiada, Irene pressente que o domínio que exerce sobre o marido está ameaçado.

## Elenco
- Aracy Balabanian - Irene
- Renato Master - Amaro